# ريكرس سنتر
ريكرس سنتر (The Recurse Center؛ وسابقاً Hacker School أو مدرسة القراصنة)، مركز ومعتزل مستقل لبرمجة الحاسوب، و أيضاً مجتمع عمدي، يوفر بيئة للمطورين من كافة المستويات لتحسين مهاراتهم بدون أي مقابل مادي. لا يوفر المركز منهاجاً دراسياً أو يشجع على استعمال لغات برمجة محددة، بل بدلا من ذلك يعمل المشاركون على تطوير برمجيات مفتوحة المصدر من اختيارهم، وحدهم أو بالتعاون مع آخرين، على النحو الذي يرونه مناسبا.  

## التاريخ
فتح المركز أبوابه تحت اسم Hacker School في نيويورك في يوليوز 2011 وعرف بشكل أكثر في منتصف 2012 عندماأقام بشراكة مع إتسي (Etsy) لتقديم منح لتشجيع المطورات الإناث. انضمت شركات أخرى بعد ذلك في تقديم تلك المنح، وفي 2014 تم توسيع تلك المنح لتشمل فئات أخرى غير ممثلة بشكل جيد في الصناعة التكنولوجية الأمريكية.

## البيئة الاجتماعية
من أجل تشجيع بيئة للتعلم يشعر فيها الجميع بحرية في طرح الأسئلة وطلب النقد والتوجيه يستعمل المركز قواعد اجتماعية خفيفة من أجل توجيه التفاعلات بين المشاركين. على عكس قواعد السلوك التقليدية التي تتميز بلهجة قانونية فإن هذه القواعد الاجتماعية تهدف إلى «إزالة أكبر عدد من الالهاءات حتى يستطيع الجميع التركيز على البرمجة». هذه القواعد من أكبر مميزات المركز وقد تم تبنيها من طرف العديد من المنظمات الأخرى.

## فلسفة التعلم والاسم
رغم  الاسم القديم Hacker School والذي يترجم إلى مدرسة القراصنة، فإن المركز ليس بمدرسة - بل إن إستراتيجية التعلم الذاتي المستخدمة مستوحاة من فلسفة  اللامدرسية لجون هولت - وليس له علاقة بمصطلح المقرصن الذي يقوم باختراق نواظم حاسوبية، بل يرجع على كل مطور برمجيات واسع الحيلة ومستعد في نفس الوقت لدعم ومساعدة المطورين الآخرين. في 2015 تم تغيير الاسم إلى Recurse Center من أجل تفادي كل لبس مع مفهوم القرصنة. 

## وصلات خارجية
- الموقع الرسمي